# Rosalinda marlina
Rosalinda marlina is een hydroïdpoliep uit de familie Rosalindidae. De poliep komt uit het geslacht Rosalinda. Rosalinda marlina werd in 1978 voor het eerst wetenschappelijk beschreven door Watson. 